# Сантон (фигурка)

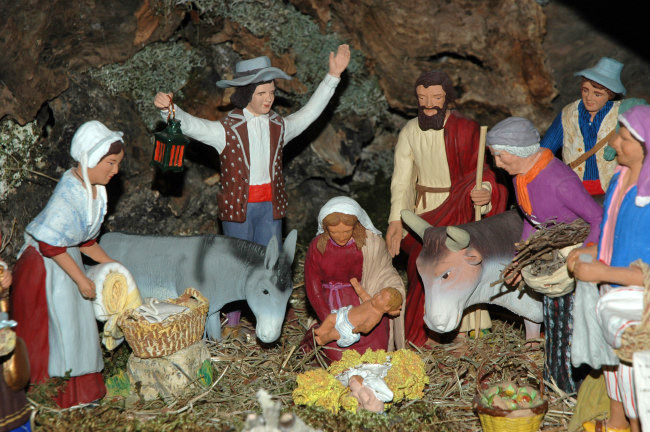
Сантоны в Экс-ан-Провансе

Санто́ны (фр. santon, окс. santoun, дословно «маленький святой») — миниатюрные глиняные фигурки, изображающие библейских персонажей, святых или обычных людей. Традиционно изготавливаются в Провансе и расписываются вручную. Используются в качестве элемента рождественского вертепа или как самостоятельное украшение интерьера.

## История
Традиция изготовления сантонов восходит ко временам Французской революции, когда, согласно новым антиклерикальным законам, церкви в стране закрывались, а служить мессу было запрещено. Однако верующим трудно было отказаться от празднования Рождества, и многие из них тайно устраивали дома рождественские ясли, которые привыкли видеть в церкви. Для этих яслей они собственноручно делали фигурки святых — Марии, Иосифа и младенца Иисуса. Фигурки лепились из хлебного мякиша или папье-маше и имели небольшие размеры, чтобы их легко было спрятать.

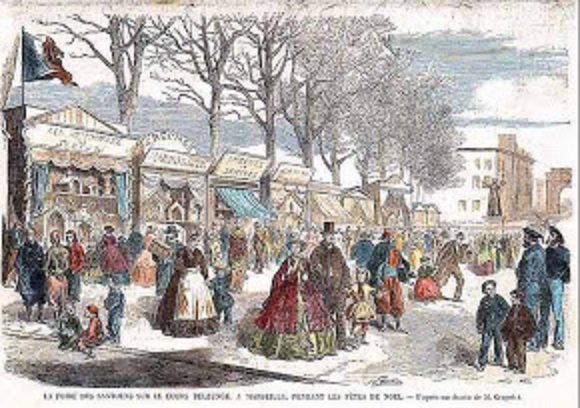
Ярмарка сантонов в Марселе XIX века

Первые сантоны из глины создал, около 1800 года, марсельский скульптор Жан-Луи Ланьель. Его произведения пользовались спросом, поэтому Ланьель придумывал всё новых и новых персонажей. Именно он является автором наиболее распространённых типов сантонов, которые воспроизводятся до сих пор. Для изготовления корпуса фигурок Ланьель использовал специальные формы, тогда как руки, головные уборы, элементы и аксессуары делались отдельно и прикреплялись к корпусу вручную.
Вскоре у Ланьеля появляются многочисленные последователи, и в 1803 году в Марселе проводится первая ярмарка сантонов, которая станет впоследствии ежегодной традицией. В XX веке сантоны продолжают пользоваться популярностью, и, если раньше глиняные фигурки оставляли необожжёнными, то сейчас их начинают обжигать, что позволяет дольше сохранять их и транспортировать на бо́льшие расстояния. Ярмарки сантонов начинают проводиться во многих городах и деревнях Прованса.

## Изготовление
Современные мастера, создающие сантоны, придерживаются традиционных технологий. Фигурка состоит из двух частей, каждая из которых изготавливается в гипсовой форме.

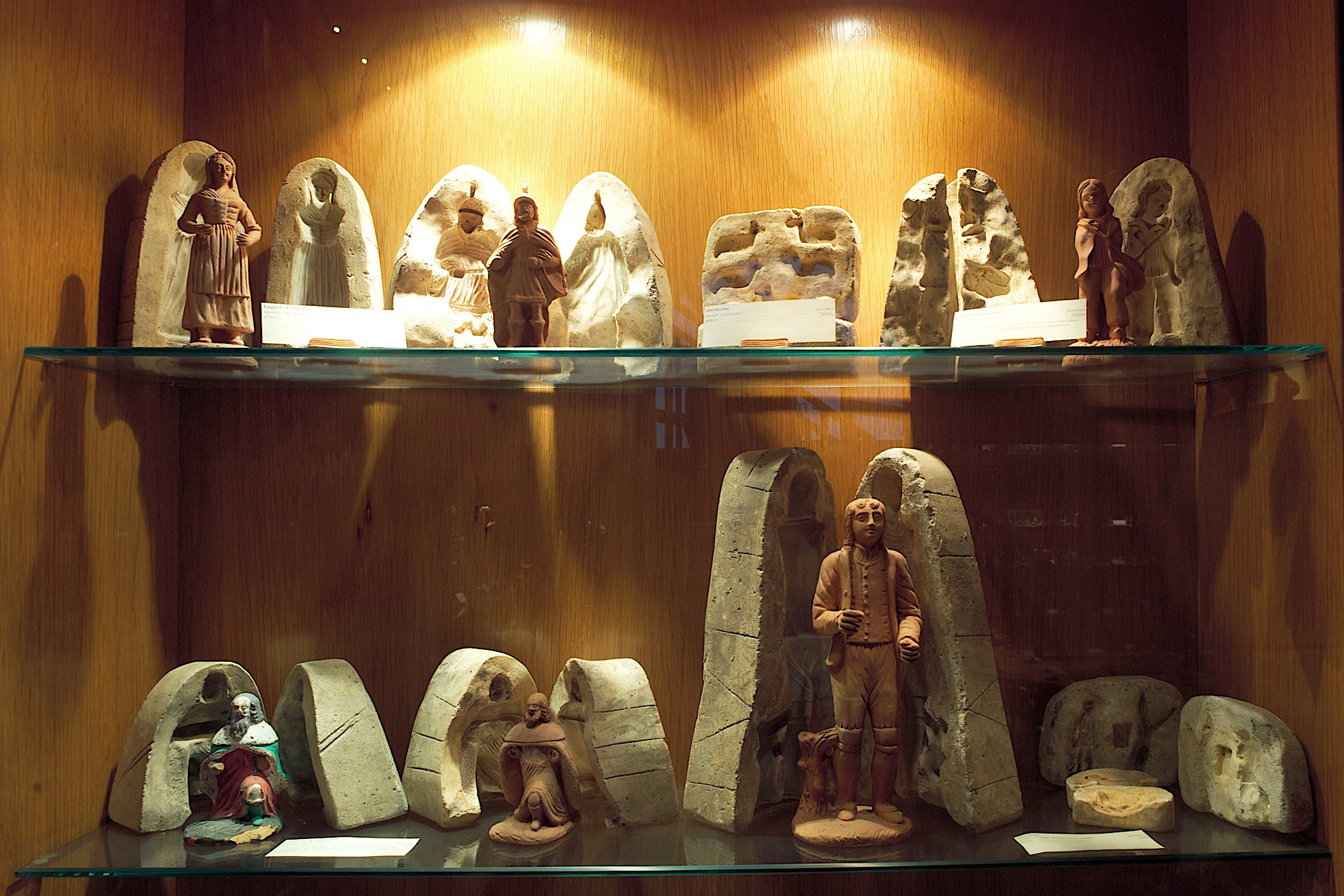
Формы, использовавшиеся Ланьелем

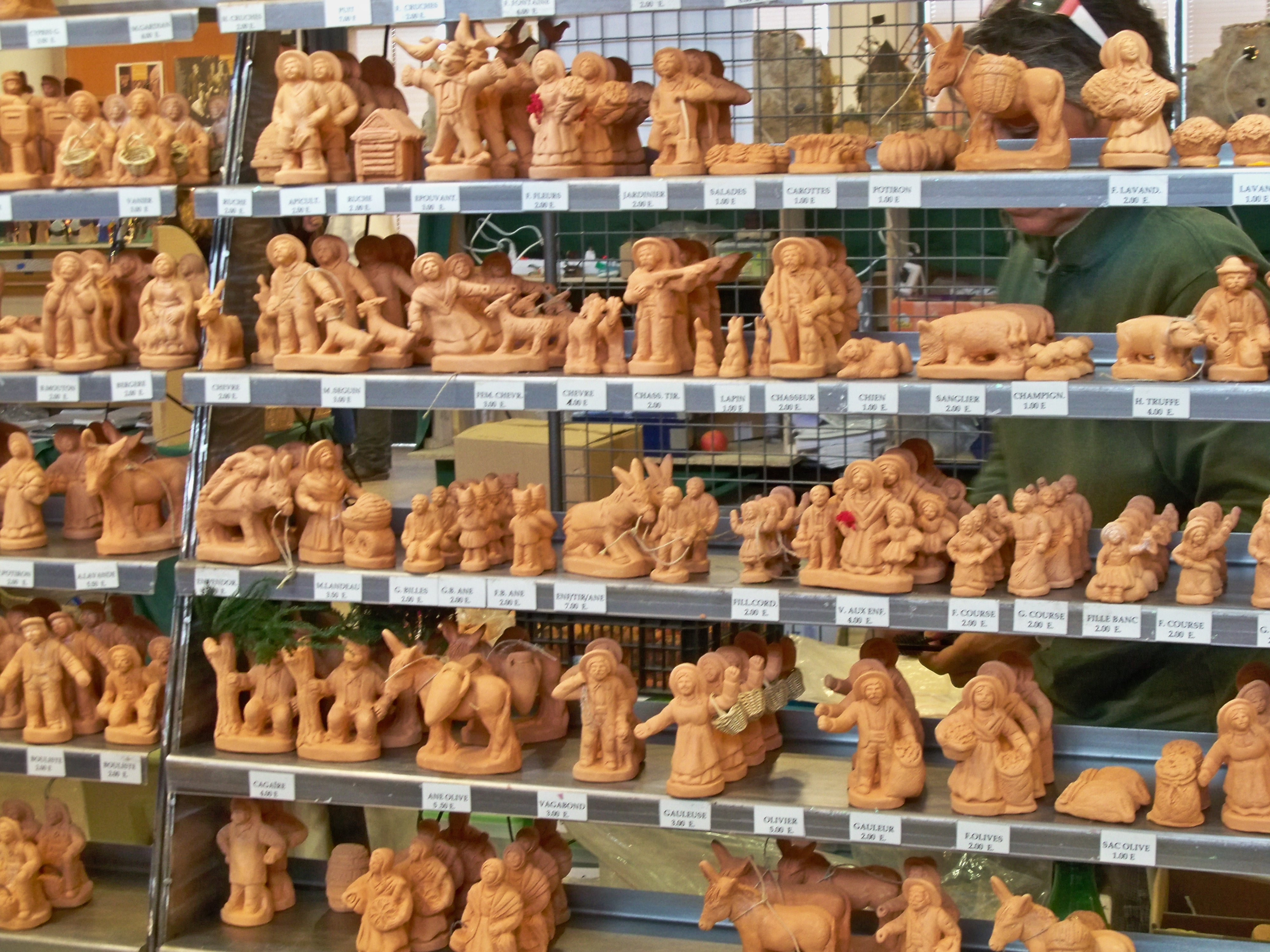
Нерасписанные сантоны

Саму форму также создаёт мастер, по образцу первой фигурки соответствующего типа, которую он лепит вручную. Извлечённую из формы фигурку обрабатывают, удаляя неровности, и высушивают перед обжигом. Фигурки обжигаются в печи при температуре 900°, после чего их расписывают.
Принято расписывать не каждую фигурку в отдельности, а раскрашивать сначала волосы всех фигурок, потом лица, потом одежду и т. д., двигаясь сверху вниз. Это позволяет делать фигурки определённых персонажей более узнаваемыми, так как все они выполнены в одних и тех же цветах.
Современные сантоны бывают трёх размеров: маленькие (1-3 см высотой), традиционные (4-7 см) и большие (18-20 см). Большие сантоны могут быть «одетыми», то есть часть их аксессуаров создаётся из ткани. До Революции подобные фигурки святых можно было увидеть в рождественских яслях, устраиваемых в церквях, однако современные «одетые» сантоны, первый из которых появился в 1942 году, имеют мало общего со старыми, дореволюционными изображениями святых.

## Персонажи

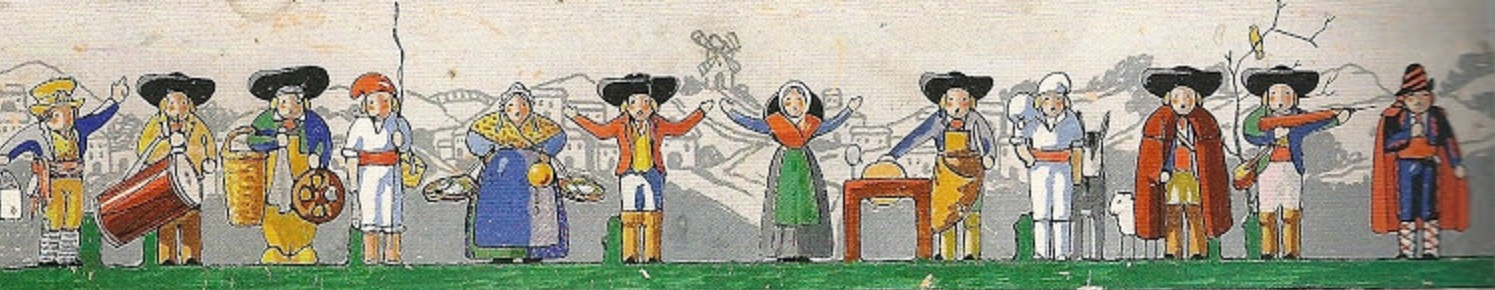
Фарандола сантонов (фреска Давида Деллепиане)

Первоначально сантоны изображали исключительно персонажей Евангелия: младенца Иисуса, Марию, Иосифа, ангелов, пастухов, волхвов… Позднее народная традиция добавила к ним осла и вола, присутствовавших в яслях.

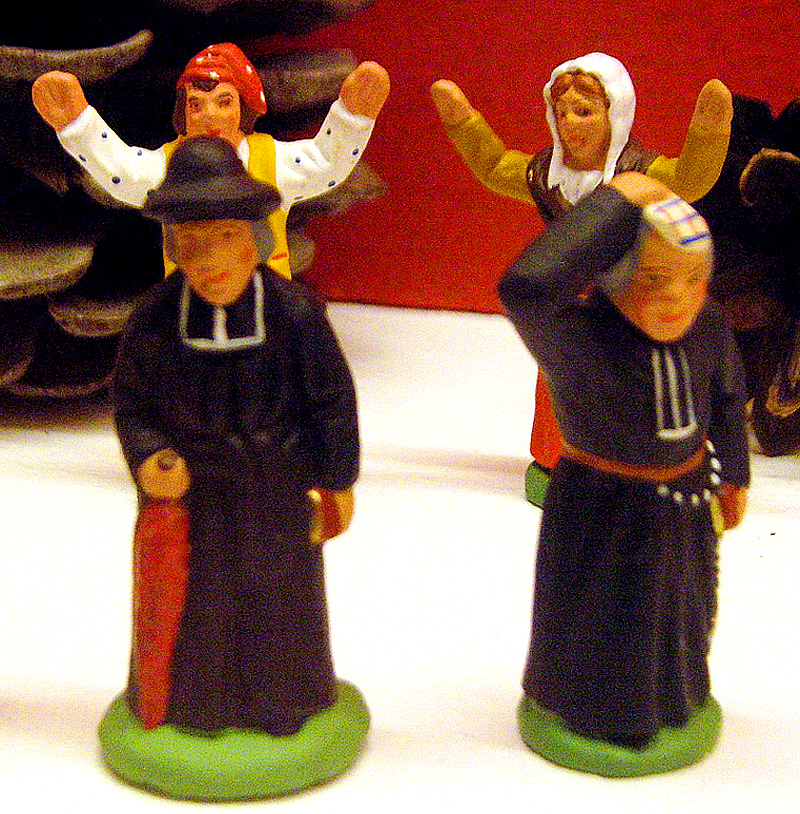
Кюре

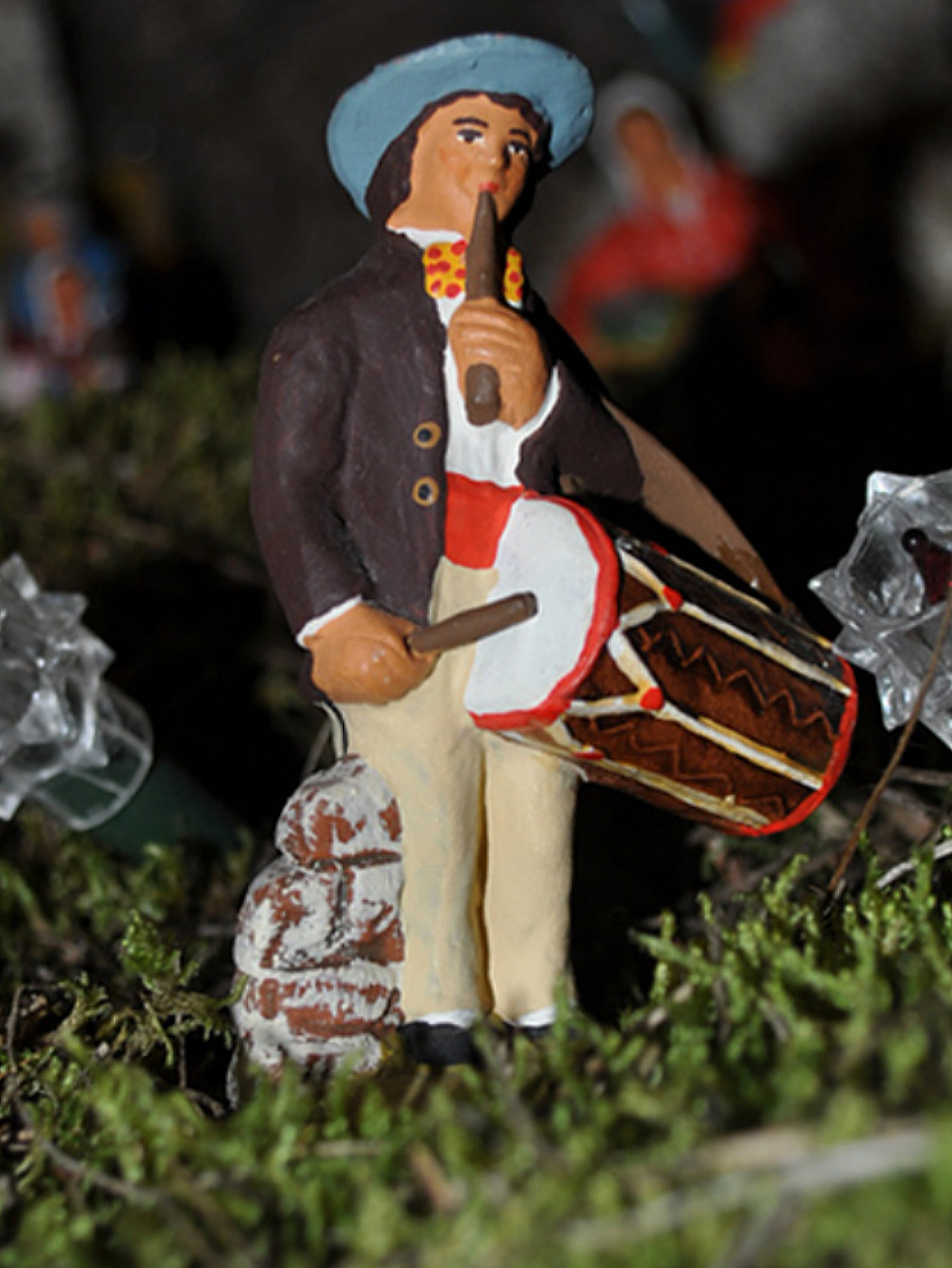
Барабанщик

Однако уже Ланьель начал придавать своим фигуркам черты обычных жителей Прованса, и постепенно это стало общепринятой традицией. Многие сантоны изображают представителей различных профессий и типажей XIX века — мэра, кюре, рыбака, булочника, ремесленника, барабанщика, вязальщицу, торговцев и торговок, деревенского дурачка, цыганку и прочих — в типичных для них костюмах. Все они, будучи помещёнными в ясли, символизируют стремление простых людей поклониться младенцу Иисусу и принести ему свои дары. Некоторые персонажи заимствованы из пасторалей на евангельские темы, разыгрывавшихся на Рождество, в частности, из пасторали Антуана Мореля, написанной в 1844 году. В их числе ангел Буффарё, точильщик Пимпара, простак Бартомьё, бездельник и пьяница Пистачие, слепец, старая супружеская пара и другие. Часто изображается также Франциск Ассизский, который считается святым покровителем мастеров — изготовителей сантонов. Иногда все эти фигурки помещаются в макет деревни с улицами, домами, деревьями, фонтанами, мельницами, мостами и т. п., где, наряду с традиционными персонажами, присутствуют также простые прохожие, игроки в петанк, любители пива и прочие обитатели деревни, инсценируя живую картину народного быта. Традиционные сантоны отличаются яркой выразительностью и эмоциональной непосредственностью.

## Современность
В настоящее время существует множество мастерских по изготовлению сантонов, из которых наиболее известной является мастерская Марселя Карбонеля. Её основатель был удостоен ордена Почётного легиона Франции, а впоследствии и сам был увековечен в виде сантона. Во многих городах — Марселе, Экс-ан-Провансе, Обани — ежегодно (как правило, в ноябре или декабре) проводятся ярмарки сантонов. Поскольку яркие фигурки пользуются большой популярностью, их можно приобрести на рождественских рынках и за пределами Прованса. Во Франции существует также несколько музеев сантонов. Наиболее известный из них, в Фонтен-де-Воклюз, был основан в 1987 году; его коллекция включает около 2200 экспонатов, в числе которых самые маленькие рождественские ясли в мире с 39 персонажами, размещающимися в скорлупе грецкого ореха. Музеи сантонов также есть в Марселе, Ле-Валь, Ле-Бо-де-Прованс, Моссан-лез-Альпий и др. В Гриньяне можно увидеть целую миниатюрную деревню, населённую сантонами: она занимает площадь в 400 м2 и насчитывает 70 зданий и около 1000 персонажей.